# Championnat de Colombie de football 1965
Navigation
Saison précédente Saison suivante
La saison 1965 du Championnat de Colombie de football est la dix-huitième édition du championnat de première division professionnelle en Colombie. Les treize meilleures équipes du pays sont regroupées au sein d'une poule unique, où elles s'affrontent quatre fois, deux fois à domicile et deux fois à l'extérieur. À l'issue de la compétition, il n'y a ni promotion, ni relégation.
C'est le Deportivo Cali qui remporte la compétition, après avoir terminé en tête du classement final, avec deux points d'avance sur l'Atlético Nacional et cinq sur le quadruple tenant du titre, le CD Los Millonarios. C'est le tout premier titre de champion de l'histoire du club.
Le conflit opposant les clubs à la fédération colombienne nouvellement créée n'étant toujours pas résolu, le Deportivo Cali ne s'inscrit pas à la prochaine Copa Libertadores. 

## Les clubs participants
| - Independiente Santa Fe - CD Los Millonarios - Deportes Tolima - Atlético Bucaramanga - Once Caldas - Independiente Medellin - Unión Magdalena | - Atlético Nacional - Deportivo Pereira - América de Cali - Cucuta Deportivo - Deportes Quindio - Deportivo Cali |

## Compétition
Le barème utilisé pour établir le classement est le suivant :
- Victoire : 2 points
- Match nul : 1 point
- Défaite : 0 point

### Classement
| Rang | Équipe                 | Pts | J  | G  | N  | P  | Bp | Bc  | Diff |
| ---- | ---------------------- | --- | -- | -- | -- | -- | -- | --- | ---- |
| 1    | Deportivo Cali         | 62  | 48 | 27 | 8  | 13 | 93 | 66  | +27  |
| 2    | Atlético Nacional      | 60  | 48 | 22 | 16 | 10 | 71 | 58  | +13  |
| 3    | CD Los MillonariosT    | 57  | 48 | 18 | 21 | 9  | 91 | 65  | +26  |
| 4    | Deportivo Pereira      | 56  | 48 | 22 | 12 | 14 | 92 | 56  | +36  |
| 5    | independiente Santa Fe | 56  | 48 | 22 | 12 | 14 | 99 | 74  | +25  |
| 6    | América de Cali        | 50  | 48 | 14 | 22 | 12 | 77 | 67  | +10  |
| 7    | Once Caldas            | 47  | 48 | 15 | 17 | 16 | 75 | 77  | -2   |
| 8    | Independiente Medellín | 46  | 48 | 16 | 14 | 18 | 90 | 91  | -1   |
| 9    | Atlético Bucaramanga   | 45  | 48 | 17 | 11 | 20 | 66 | 80  | -14  |
| 10   | Unión Magdalena        | 44  | 48 | 14 | 16 | 18 | 68 | 77  | -9   |
| 11   | Deportes Tolima        | 39  | 48 | 14 | 11 | 23 | 53 | 89  | -36  |
| 12   | Deportes Quindío       | 32  | 48 | 11 | 10 | 27 | 64 | 90  | -26  |
| 13   | Cúcuta Deportivo       | 30  | 48 | 10 | 10 | 28 | 53 | 102 | -49  |

|  | Champion de Colombie 1965 |
|  | T: Tenant du titre        |

## Bilan de la saison
| Championnat de Colombie de football 1965 |                            |
| Champion                                 | Deportivo Cali (1er titre) |
| Qualifications continentales             |                            |
| Copa Libertadores 1966                   | Aucun                      |
| Promotions et relégations                |                            |
| Promus en Primera A                      | Aucun                      |
| Relégués en Primera B                    | Aucun                      |